# Neoascia anassa
Neoascia anassa är en tvåvingeart som beskrevs av Reemer och Heikki Hippa 2005. Neoascia anassa ingår i släktet dvärgblomflugor, och familjen blomflugor.
Artens utbredningsområde är Vietnam. Inga underarter finns listade i Catalogue of Life.